# عزیز (فیلم ۲۰۰۵)
عزیز (به تامیلی: Anbe Aaruyire) و (به انگلیسی: Darling) فیلمی هندی محصول سال ۲۰۰۵ و به کارگردانی اس. جی سوریان است. در این فیلم بازیگرانی همچون اس. جی سوریان، میرا چوپرا، سانتانام و اورواشی ایفای نقش کرده‌اند.